# ウィンドウ・シル/ヘッダー

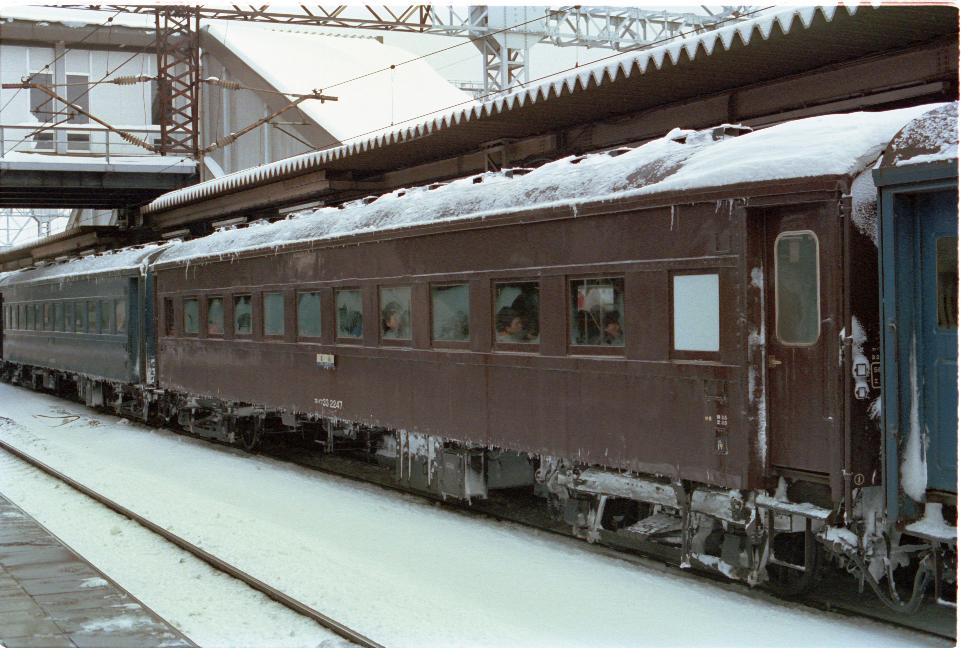
オハフ33形客車。側窓の上下にウィンドウ・シル/ヘッダーがある。

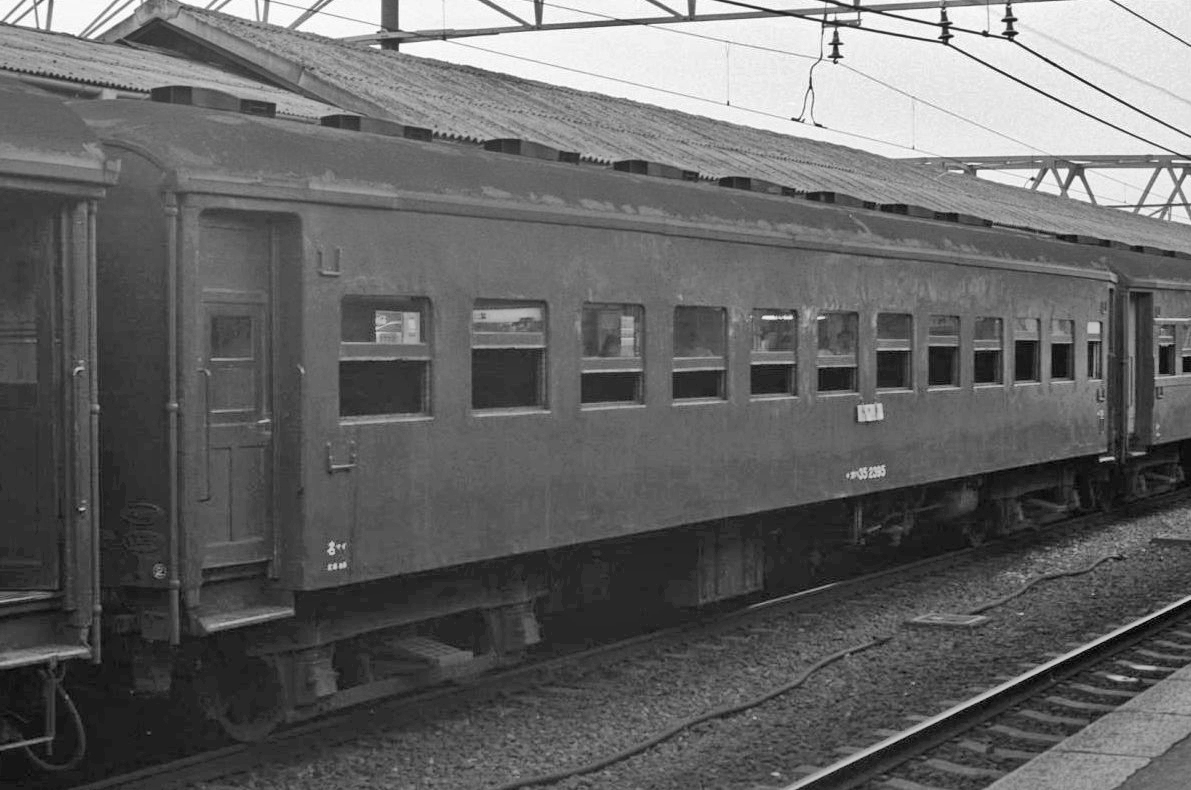
オハ35形ノーシル・ノーヘッダー車の例。側窓の上下に見えるひずみからウィンドウ・シル/ヘッダーが内側から外板に溶接されていることがわかる。

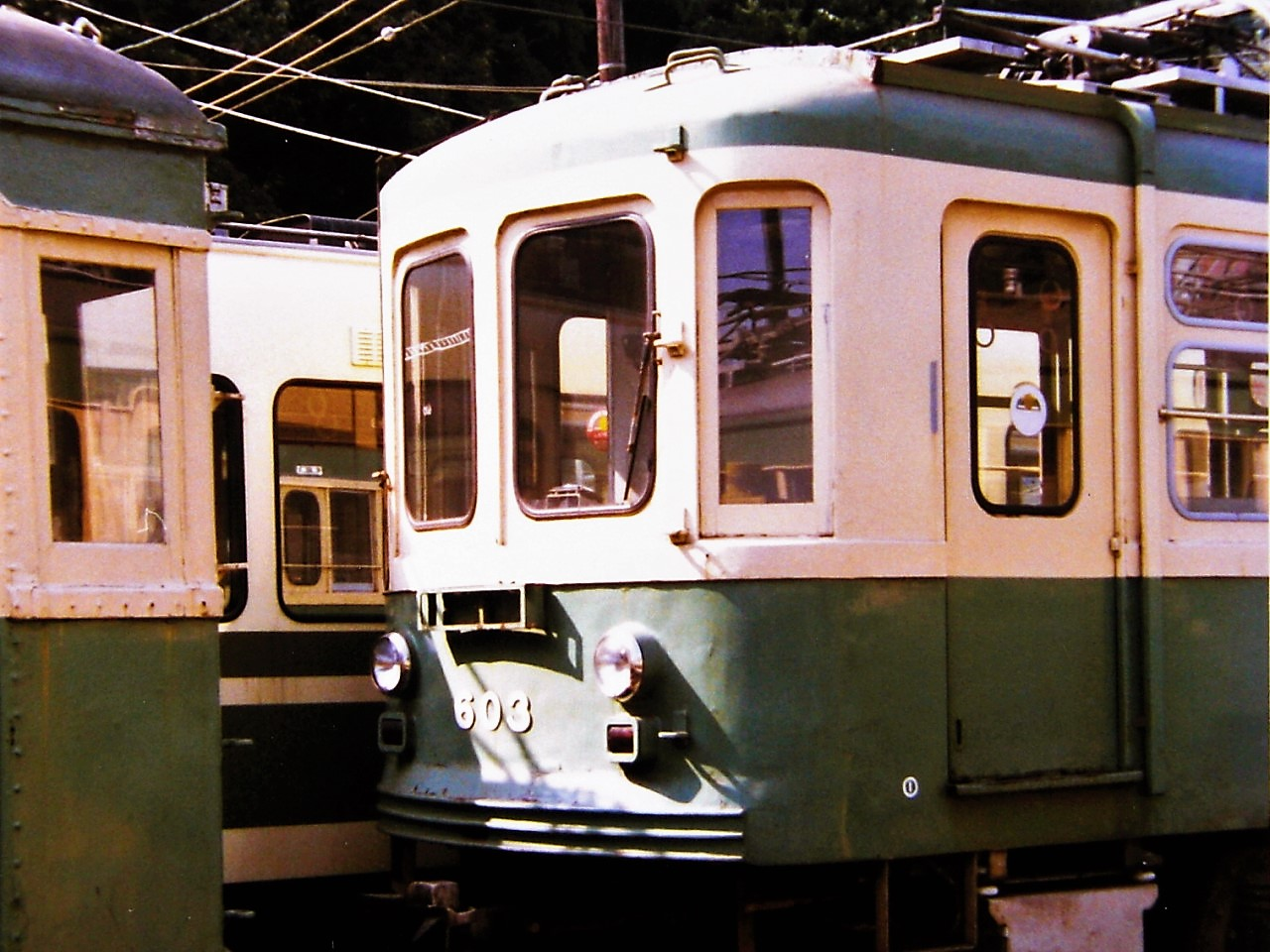
ヘッダー省略の過渡期タイプ. 江ノ島電鉄600形(←元東京急行80形)。 製造初年は1950年。

ウィンドウ・シル/ヘッダーとは、主に1950年代以前の鉄道車両の車体窓の上下にある金属製の補強板のことを指す。

## 表記
窓下にあるものをウィンドウ・シル (英語: window sill) 、窓上にあるものをウィンドウ・ヘッダー (英語: window header) という。ウインドシル/ヘッダーなど、表記に揺れがある。

## 用途など
鉄道車両のうち、主に旅客輸送に供されることの多い客車や電車、気動車には窓が設けられているが、窓周りは強度が低下するため、鉄道車両の登場当初、車体が木造であった頃からこの補強板は必ずと言っていいほど取り付けられていた。1930年代後半になると、従来構造のままウィンドウシル/ヘッダーのいずれか若しくは両方を車体外板の裏側に溶接し、外板表面にウィンドウシル/ヘッダーがない構造の車両も製作された。
しかし、1950年代頃から鉄道各社で新設計の全金属軽量車体が開発・採用され、窓枠も木枠に代わってHゴムやアルミサッシなどが使用されるようになり、強度的に車体の窓部の補強が不要になったため、このウィンドウ・シル/ヘッダーは取り付けられなくなった。同年代末頃にはウィンドウ・シル/ヘッダーの付いた車両はほとんど作られなくなっており、現在では使用中の車両で見かける機会も少なくなった。

## ノーシル・ノーヘッダー
ウィンドウ・シル/ヘッダーのない車両の車体をノーシル・ノーヘッダーと呼ぶこともある。1950年代の半ばごろの過渡期には、ウィンドウ・シルは残し、ヘッダーだけを省略した車両も見られる。